# Medaliści mistrzostw świata w pięcioboju nowoczesnym
Medaliści  mistrzostw świata w pięcioboju nowoczesnym:

## Mężczyźni

### indywidualnie
| Rok i miejsce      | Zwycięzca              | 2. miejsce            | 3. miejsce             |
| ------------------ | ---------------------- | --------------------- | ---------------------- |
| 1949 Sztokholm     | Tage Bjurfeldt         | Lauri Vilkko          | Viktor Platan          |
| 1950 Berno         | Lars Hall              | Dulio Brignetti       | Lauri Vilkko           |
| 1951 Helsingborg   | Lars Hall              | Lauri Vilkko          | Thorsten Lindqvist     |
| 1953 Santo Domingo | Gábor Benedek          | István Szondy         | William Andre          |
| 1954 Budapeszt     | Björn Thofelt          | Werner Vetterli       | István Szondy          |
| 1955 Zurych        | Konstantin Salnikow    | Olavi Mannonen        | Aladár Kovácsi         |
| 1957 Sztokholm     | Igor Nowikow           | Aleksandr Tarasow     | Nikołaj Tatarinow      |
| 1958 Aldershot     | Igor Nowikow           | Kurt Lindeman         | Aleksandr Tarasow      |
| 1959 Hershey       | Igor Nowikow           | András Balczó         | Aleksandr Tarasow      |
| 1961 Moskwa        | Igor Nowikow           | Iwan Dierygin         | András Balczó          |
| 1962 Meksyk        | Eduard Sdobnikow       | Igor Nowikow          | Ferenc Török           |
| 1963 Magglingen    | András Balczó          | Ferenc Török          | Igor Nowikow           |
| 1965 Lipsk         | András Balczó          | Igor Nowikow          | Ferenc Török           |
| 1966 Melbourne     | András Balczó          | Wiktor Miniejew       | Ferenc Török           |
| 1967 Jönköping     | András Balczó          | Stasys Šaparnis       | Björn Ferm             |
| 1969 Budapeszt     | András Balczó          | Boris Oniszczenko     | Björn Ferm             |
| 1970 Warendorf     | Péter Kelemen          | András Balczó         | Boris Oniszczenko      |
| 1971 San Antonio   | Boris Oniszczenko      | Zsigmond Villányi     | András Balczó          |
| 1973 Londyn        | Pawieł Ledniow         | Władimir Szmielow     | Boris Oniszczenko      |
| 1974 Moskwa        | Pawieł Ledniow         | Władimir Szmielow     | Boris Oniszczenko      |
| 1975 Meksyk        | Pawieł Ledniow         | Tamás Kancsal         | Jeremy Fox             |
| 1977 San Antonio   | Janusz Pyciak-Peciak   | Pawieł Ledniow        | Sławomir Rotkiewicz    |
| 1978 Jönköping     | Pawieł Ledniow         | Janusz Pyciak-Peciak  | Neil Glenesk           |
| 1979 Budapeszt     | Robert Niemann         | Janusz Pyciak-Peciak  | Daniele Masala         |
| 1981 Zielona Góra  | Janusz Pyciak-Peciak   | Daniele Masala        | Tamás Szombathelyi     |
| 1982 Rzym          | Daniele Masala         | Anatolij Starostin    | Joël Bouzou            |
| 1983 Warendorf     | Anatolij Starostin     | Tamás Szombathelyi    | Jewgienij Zinkowski    |
| 1985 Melbourne     | Attila Mizsér          | Anatolij Starostin    | Igor Szwarc            |
| 1986 Montecatini   | Carlo Masulo           | Daniele Masala        | Lajos Dobi             |
| 1987 Moulins       | Joël Bouzou            | Milan Kadlec          | László Fábián          |
| 1989 Budapeszt     | László Fábián          | Attila Mizsér         | Petr Blažek            |
| 1990 Lahti         | Gianluca Tiberti       | Anatolij Starostin    | Milan Kadlec           |
| 1991 San Antonio   | Arkadiusz Skrzypaszek  | Peter Steinmann       | Adám Madaras           |
| 1993 Darmstadt     | Richard Phelps         | László Fábián         | Sébastien Deleigne     |
| 1994 Sheffield     | Dmitrij Swatkowski     | Christophe Ruer       | János Martinek         |
| 1995 Bazylea       | Dmitrij Swatkowski     | Ákos Hanzély          | Cesare Toraldo         |
| 1997 Sofia         | Sébastien Deleigne     | Dmitrij Swatkowski    | Andrejus Zadneprovskis |
| 1998 Meksyk        | Sébastien Deleigne     | Wachtang Iagoraszwili | Andrej Smirnou         |
| 1999 Budapeszt     | Gábor Balogh           | Libor Capalini        | Dmitrij Swatkowski     |
| 2000 Pesaro        | Andrejus Zadneprovskis | Gábor Balogh          | Nicolae Papuc          |
| 2001 Millfield     | Gábor Balogh           | Viktor Horváth        | Canko Chantow          |
| 2002 San Francisco | Michal Sedlecký        | Erik Johansson        | Eric Walther           |
| 2003 Pesaro        | Eric Walther           | Erik Johansson        | Michal Michalík        |
| 2004 Moskwa        | Andrejus Zadneprovskis | Lee Choon-huan        | Libor Capalini         |
| 2005 Warszawa      | Qian Zhenhua           | Aleksiej Turkin       | Andriej Moisiejew      |
| 2006 Gwatemala     | Edvinas Krungolcas     | Viktor Horváth        | Andrejus Zadneprovskis |
| 2007 Berlin        | Viktor Horváth         | Ilja Frołow           | Róbert Németh          |
| 2008 Budapeszt     | Ilja Frołow            | David Svoboda         | Jahor Łapo             |
| 2009 Londyn        | Ádám Marosi            | David Svoboda         | Dmytro Kirpulanski     |
| 2010 Chengdu       | Siergiej Kariakin      | Aleksandr Lesun       | Justinas Kinderis      |
| 2011 Moskwa        | Andriej Moisiejew      | Aleksandr Lesun       | Ádám Marosi            |
| 2012 Rzym          | Aleksandr Lesun        | Andriej Moisiejew     | Jung Jin-hwa           |
| 2013 Kaohsiung     | Justinas Kinderis      | Nicholas Woodbridge   | Aleksandr Lesun        |
| 2014 Warszawa      | Aleksandr Lesun        | Amro El Geziry        | Jan Kuf                |
| 2015 Berlin        | Pawło Tymoszczenko     | Aleksandr Lesun       | Andrij Fedeczko        |
| 2016 Moskwa        | Valentin Belaud        | Aleksandr Lesun       | Jung Jin-hwa           |
| 2017 Kair          | Jung Jin-hwa           | Róbert Kasza          | Justinas Kinderis      |
| 2018 Meksyk        | James Cooke            | Valentin Prades       | Pawło Tymoszczenko     |
| 2019 Budapeszt     |                        |                       |                        |

### drużynowo
| Rok i miejsce      | Zwycięzcy                                                             | 2. miejsce                                                                          | 3. miejsce                                                              |
| ------------------ | --------------------------------------------------------------------- | ----------------------------------------------------------------------------------- | ----------------------------------------------------------------------- |
| 1949 Sztokholm     | Szwecja · Tage Bjurfeldt · Gösta Gärdin · Lars Hall                   | Finlandia · Olavi Salminen-Sysinoro · Lauri Vilkko · Victor Platan                  | Szwajcaria · Franz Hegner · Bernhard König · Werner Schmid              |
| 1950 Berno         | Szwecja · Bertil Haase · Thor Henning · Lars Hall                     | Finlandia · Ville Taalikka · Lauri Vilkko · Victor Platan                           | Włochy · Duilio Brignetti · Gianni Cantoni · Giulio Palmonella          |
| 1951 Helsingborg   | Szwecja · Thorsten Lindqvist · Sune Wehlin · Lars Hall                | Finlandia · Ville Taalikka · Lauri Vilkko · Victor Platan                           | Brazylia · Aloisio Alves · Eduardo Leal · Eric Tinoco                   |
| 1953 Santo Domingo | Szwecja · Thorsten Lindqvist · Per-Ove Nilsson · Lars Hall            | Argentyna · Jorge Hugo Arguindegui · Luis Fernando Riera · Carlos Alberto Velazquez | Chile · Luis Carmona Barrales · Gerardo Cortés · Nilo Floody Buxton     |
| 1954 Budapeszt     | Węgry · István Szondy · Gábor Benedek · Karoly Tasnady                | Szwajcaria · Werner Vetterli · Hansueli Glogg · Erhard Minder                       | Szwecja · Bertil Haase · Ake Julin · Björn Thofelt                      |
| 1955 Zurych        | Węgry · István Szondy · Aladár Kovácsi · Géza Ferdinandy              | ZSRR · Igor Nowikow · Paweł Rakitianski · Konstantin Salnikow                       | Szwajcaria · Werner Vetterli · Hansueli Glogg · Erhard Minder           |
| 1957 Sztokholm     | ZSRR · Igor Nowikow · Aeksander Tarasow · Nikołaj Tatarinow           | Finlandia · Wäinö Korhonen · Eero Lohi · Kalevi Pakarinen                           | Węgry · János Body · Sándor Szabó · Géza Ferdinandy                     |
| 1958 Aldershot     | ZSRR · Igor Nowikow · Aeksander Tarasow · Nikołaj Tatarinow           | Węgry · András Balczó · Aladár Kovácsi · Imre Nagy                                  | Finlandia · Wäinö Korhonen · Eero Lohi · Kurt Lindeman                  |
| 1959 Hershey       | ZSRR · Igor Nowikow · Aeksander Tarasow · Nikołaj Tatarinow           | Finlandia · Wäinö Korhonen · Tapio Kare · Berndt Katter                             | USA Leslie Bleamaster George Lambert Robert Miller                      |
| 1961 Moskwa        | ZSRR · Igor Nowikow · Iwan Deriugin · Borys Pachomow                  | Węgry · András Balczó · Imre Nagy · Ferenc Török                                    | USA Robert Beck Allan Jackson Richard Stohl                             |
| 1962 Meksyk        | ZSRR · Igor Nowikow · Edward Zdobnikow · Walerij Piszuczkin           | Węgry · András Balczó · Imre Nagy · Ferenc Török                                    | USA John Daniels Allan Jackson Paul Pesthy                              |
| 1963 Magglingen    | Węgry · András Balczó · István Móna · Ferenc Török                    | ZSRR · Igor Nowikow · Wiktor Miniejew · Albiert Mokiejew                            | USA Robert Miller James Moore Paul Pesthy                               |
| 1965 Lipsk         | Węgry · András Balczó · István Móna · Ferenc Török                    | ZSRR · Igor Nowikow · Pawieł Ledniow · Albiert Mokiejew                             | NRD · Uwe Adler · Manfred Grosse · Wolfgang Lüderitz                    |
| 1966 Melbourne     | Węgry · András Balczó · István Móna · Ferenc Török                    | ZSRR · Wiktor Miniejew · Paweł Ledniow · Stasys Šaparnis                            | NRD · Uwe Adler · Manfred Grosse · Wolfgang Lüderitz                    |
| 1967 Jönköping     | Węgry · András Balczó · István Móna · Ferenc Török                    | Szwecja · Björn Ferm · Hans Jacobson · Hans-Gunnar Liljenwall                       | ZSRR · Borys Oniszczenko · Edward Zdobnikow · Statis Saparnis           |
| 1969 Budapeszt     | ZSRR · Borys Oniszczenko · Stasys Šaparnis · Wiaczesław Biełow        | Węgry · András Balczó · Peter Keleman · Pál Bakó                                    | RFN Walter Esser Elmar Frings Karsten Reder                             |
| 1970 Warendorf     | Węgry · András Balczó · Peter Keleman · Pál Bakó                      | ZSRR · Borys Oniszczenko · Stasys Šaparnis · Wiaczesław Biełow                      | RFN Walter Esser Elmar Frings Karsten Reder                             |
| 1971 San Antonio   | ZSRR · Borys Oniszczenko · Leonid Iwanow · Siergiej Łukianienko       | Węgry · András Balczó · Peter Keleman · Zsigmond Villányi                           | USA Loren Drum Charles Richards Donald Roth                             |
| 1973 Londyn        | ZSRR · Borys Oniszczenko · Paweł Ledniow · Władimir Szmielew          | RFN Wolfgang Köpcke Heiner Thade Gerhard Werner                                     | Węgry · László Horváth · Peter Keleman · Tibor Maracskó                 |
| 1974 Moskwa        | ZSRR · Borys Oniszczenko · Paweł Ledniow · Władimir Szmielew          | Węgry · Tamás Kancsal · Zsigmond Villányi · Tibor Maracskó                          | Rumunia · Dumitru Spirlea · Constantin Calina · Adalbert Gavaci         |
| 1975 Meksyk        | Węgry · Tamás Kancsal · Svetiszlav Sasics · Tibor Maracskó            | USA John Fitzgerald Michael Burley Orben Greenwald                                  | ZSRR · Leonid Iwanow · Pawieł Ledniow · Władimir Szmielew               |
| 1977 San Antonio   | Polska · Janusz Pyciak-Peciak · Sławomir Rotkiewicz · Zbigniew Pacelt | ZSRR · Siergiej Riabikin · Pawieł Ledniow · Aleksander Tarew                        | Węgry · László Horváth · Pál Bakó · Tibor Maracskó                      |
| 1978 Jönköping     | Polska · Janusz Pyciak-Peciak · Sławomir Rotkiewicz · Zbigniew Pacelt | RFN Norbert Kühn Gerhard Werner Axel Starmann                                       | ZSRR · Oleg Bułhakow · Pawieł Ledniow · Aleksander Tarew                |
| 1979 Budapeszt     | USA Robert Nieman Michael Burley John Fitzgerald                      | Węgry · László Horváth · Tamás Kancsal · Tibor Maracskó                             | ZSRR · Oleg Bułhakow · Anatolij Starostin · Siergiej Riabikin           |
| 1981 Zielona Góra  | Polska · Janusz Pyciak-Peciak · Jan Olesiński · Zbigniew Szuba        | Węgry · Attila Császári · Lajos Dobi · Tamás Szombathelyi                           | Włochy · Daniele Massala · Roberto Petroni · Carlo Massulo              |
| 1982 Rzym          | ZSRR · Timur Dosimbetow · Anatolij Starostin · Jewgienij Lipiejew     | Węgry · Attila Császári · Attila Mizsér · Gábor Pajor                               | Włochy · Daniele Massala · Roberto Petroni · Pierpaolo Cristofori       |
| 1983 Warendorf     | ZSRR · Jewgienij Zinkowski · Anatolij Starostin · Aleksiej Chapłomin  | Węgry · Gábor Pajor · László Fábián · Tamás Szombathelyi                            | Francja · Paul Four · Joël Bouzou · Bruno Génard                        |
| 1985 Melbourne     | ZSRR · Igor Schwartz · Anatolij Starostin · Anatoliy Avdeyev          | Węgry · József Demeter · László Fábián · Attila Mizsér                              | Włochy · Daniele Massala · Carlo Massulo · Cesare Toraldo               |
| 1986 Montecatini   | Włochy · Daniele Massala · Carlo Massulo · Cesare Toraldo             | Węgry · Lajos Dobi · László Fábián · Attila Mizsér                                  | Francja · Christophe Ruer · Joël Bouzou · Didier Boube                  |
| 1987 Moulins       | Węgry · Attila Mizsér · László Fábián · János Martinek                | ZSRR · Igor Schwartz · Anatolij Awdiejew · Aleksander Makiejew                      | Wielka Brytania · Richard Phelps · Graham Brookhouse · Dominic Mahony   |
| 1989 Budapeszt     | Węgry · Attila Mizsér · László Fábián · János Martinek                | ZSRR · Leonid Witosławski · Anatolij Starostin · Wachtang Iagoraszwili              | Czechosłowacja · Milan Kadlec · Petr Blazek · Tomás Fleissner           |
| 1990 Lahti         | ZSRR · Eduard Zenowka · Anatolij Starostin · Wachtang Iagoraszwili    | Włochy · Gianluca Tiberti · Alessandro Conforto · Cesare Toraldo                    | Polska · Arkadiusz Skrzypaszek · Dariusz Goździak · Maciej Czyżowicz    |
| 1991 San Antonio   | ZSRR · Eduard Zenowka · German Juferov · Aleksander Borisenko         | Polska · Arkadiusz Skrzypaszek · Dariusz Goździak · Maciej Czyżowicz                | Węgry · Attila Mizsér · László Fábián · Adám Madaras                    |
| 1994 Sheffield     | Francja · Christophe Ruer · Sébastien Deleigne · Frédéric Frontier    | Wielka Brytania · Richard Phelps · Graham Brookhouse · Greg Whyte                   | Białoruś · Andriej Smirnow · Siergej Korczun · Aleksandr Borisenko      |
| 1995 Bazylea       | Węgry · Peter Sarfalvi · Akos Hanzely · Attila Kálnoki Kis            | Włochy · Fabio Nebuloni · Alessandro Conforto · Cesare Toraldo                      | Polska · Dariusz Mejsner · Igor Warabida · Maciej Czyżowicz             |
| 1997 Sofia         | Węgry · Peter Sarfalvi · Akos Kallei · Adám Madaras                   | Białoruś · Andriej Smirnow · Siergiej Korczun · Paweł Dowgał                        | Rosja · Eduard Zenowka · Grigorij Bremel · Dmitrij Swatkovski           |
| 1998 Meksyk        | Meksyk · Horacio de la Vega · Sergio Salazar · Abdias Salazar         | Węgry · Peter Sarfalvi · Gábor Balogh · Akos Hanzely                                | Francja · Christopher Ruer · Frédéric Clerq · Sébastien Deleigne        |
| 1999 Budapeszt     | Węgry · Akos Hanzely · Peter Sarfalvi · Gábor Balogh                  | Litwa · Andrejus Zadneprovskis · Edvinas Krungolcas · Eugenius Seniuta              | Białoruś · Andriej Smirnow · Aleksander Bysow · Paweł Dowgał            |
| 2000 Pesaro        | USA Velizar Iliev Chad Senior James Gregory                           | Polska · Andrzej Stefanek · Igor Warabida · Marcin Horbacz                          | Szwecja · Per-Olov Danielsson · Michael Brandt · Erik Johansson         |
| 2001 Millfield     | Węgry · Viktor Horvath · Sandor Fuelep · Gábor Balogh                 | Litwa · Andrejus Zadneprovskis · Edvinas Krungolcas · Andrius Zemaitis              | Rosja · Dmitrij Gałkin · Andriej Moisiejew · Aleksiej Turkin            |
| 2002 San Francisco | Węgry · Viktor Horvath · Sandor Fuelep · Gábor Balogh                 | Czechy · Michal Michalík · Michal Sedlecký · Libor Capalini                         | Litwa · Andrejus Zadneprovskis · Edvinas Krungolcas · Tadas Zemaitis    |
| 2003 Pesaro        | Węgry · Akos Kallai · Gábor Balogh · Viktor Horvath                   | Niemcy · Sebastian Dietz · Steffen Gebhard · Eric Walther                           | Czechy · Michal Michalik · Michal Sedlecký · Libor Capalini             |
| 2004 Moskwa        | Rosja · Rustem Sabirchuzin · Andriej Moisiejew · Aleksiej Łebediniec  | Czechy · Michal Michalík · Michal Sedlecký · Libor Capalini                         | Włochy · Stefano Pecci · Andrea Valentini · Enrico dell'Amore           |
| 2005 Warszawa      | Rosja · Aleksiej Turkin · Andriej Moisiejew · Rustem Sabirchuzin      | Czechy · Libor Capalini · Michal Michalík · Michal Sedlecký                         | Niemcy · Sebastian Dietz · Steffen Gebhardt · Eric Walther              |
| 2006 Gwatemala     | Litwa · Edvinas Krungolcas · Andrejus Zadneprovskis · Tadas Zemaitis  | Węgry · Viktor Horváth · Sandor Fuelep · Akos Kallai                                | Czechy · Libor Capalini · Michal Michalík · Michal Sedlecký             |
| 2007 Berlin        | Niemcy · Sebastian Dietz · Steffen Gebhardt · Eric Walther            | Czechy · Libor Capalini · Michal Michalík · David Svoboda                           | Węgry · Viktor Horváth · Sandor Fuelep · Gabor Balogh                   |
| 2008 Budapeszt     | Rosja · Ilia Frołow · Aleksiej Turkin · Andriej Moisiejew             | Ukraina · Jewgienij Borkin · Dmitrij Kirpulianskij · Pawlo Tymoszczenko             | Białoruś · Igor Lapo · Dmitrij Meliach · Michaił Prokopienko            |
| 2009 Londyn        | Węgry · Ádám Marosi · Péter Tibolya · Róbert Németh                   | Czechy · Ondřej Polívka · Michal Michalík · David Svoboda                           | Litwa · Justinas Kinderis · Edvinas Krungolcas · Andrejus Zadneprovskis |
| 2010 Chengdu       | Litwa · Justinas Kinderis · Edvinas Krungolcas · Tomas Makarovas      | Czechy · Ondřej Polívka · Michal Sedlecký · David Svoboda                           | Węgry · Adam Marosi · Róbert Kasza · Robert Nemeth                      |
| 2011 Moskwa        | Rosja · Aleksandr Lesun · Ilja Frołow · Siergiej Kariakin             | Węgry · Adam Marosi · Róbert Kasza · Bence Demeter                                  | Włochy · Riccardo de Luca · Auro Franceschini · Nicola Benedetti        |
| 2012 Rzym          | Włochy · Riccardo de Luca · Pierpaolo Petroni · Nicola Benedetti      | Rosja · Aleksandr Lesun · Ilja Frołow · Andriej Moisiejew                           | Korea Południowa · Jung Jin-hwa · Hong Jin-woo · Hwang Woo-jin          |
| 2013 Kaohsiung     | Francja · Jean Berrou · Christopher Patte · Valentin Prades           | Rosja · Aleksandr Lesun · Ilja Frołow · Siergiej Kariakin                           | Korea Południowa · Jung Jin-hwa · Jung Hwon-ho · Lee Woo-jin            |
| 2014 Warszawa      | Węgry · Róbert Kasza · Bence Demeter · Ádám Marosi                    | Francja · Valentin Belaud · Valentin Prades · Christopher Patte                     | Chiny · Su Haihang · Guo Jianli · Han Jiahao                            |
| 2015 Berlin        | Korea Południowa · Lee Woo-jin · Jun Woong-tae · Jung Jin-hwa         | Rosja · Maksim Kustow · Aleksander Lesun · Ilia Frołow                              | Polska · Michał Gralewski · Jarosław Świderski · Sebastian Stasiak      |
| 2016 Moskwa        | Egipt · Amro El Geziry · Yasser Hefny · Omar El Geziry                | Rosja · Jegor Puczkarewskij · Aleksander Lesun · Maksim Kustow                      | Francja · Valentin Prades · Valetnin Belaud · Christopher Patte         |
| 2017 Kair          | Egipt · Eslam Hamad · Ahmed Hamed · Yasser Hefny                      | Polska · Jarosław Świderski · Sebastian Stasiak · Szymon Staśkiewicz                | Korea Południowa · Jun Woong-tae · Jung Jin-hwa · Hwang Woo-jin         |
| 2018 Meksyk        | Francja · Valentin Prades · Valentin Belaud · Brice Loubet            | Wielka Brytania · James Cooke · Myles Pillage · Joseph Choong                       | Ukraina · Pawło Tymoszczenko · Denis Pawljuk · Jurij Fedeczko           |
| 2019 Budapeszt     |                                                                       |                                                                                     |                                                                         |

### sztafety
| Rok i miejsce      | Zwycięzcy                                                         | 2. miejsce                                                              | 3. miejsce                                                              |
| ------------------ | ----------------------------------------------------------------- | ----------------------------------------------------------------------- | ----------------------------------------------------------------------- |
| 1989 Budapeszt     | Węgry · Attila Kálnoki Kis · Gábor Martinek · Attila Mizsér       | Niemcy · Ulrich Czermak · Nico Motchebon · Uwe Zimmer                   | ZSRR · Wachtang Iagoraszwili · Oleg Plaksin · Anatolij Starostin        |
| 1990 Lahti         | ZSRR · German Yuferov · Yuriy Sergeyev · Leonid Vitoslavskiy      | Węgry · Attila Kálnoki Kis · László Fábián · Attila Mizsér              | Włochy · Roberto Bomprezzi · Gianluca Tiberti · Cesare Toraldo          |
| 1991 San Antonio   | Węgry · Attila Kálnoki Kis · László Fábián · Adám Madaras         | Polska · Dariusz Mejsner · Maciej Czyżowicz · Dariusz Goździak          | Niemcy · Paweł Olszewski · Nico Motchebon · Ulrich Czermak              |
| 1992 Winterthur    | Polska · Dariusz Mejsner · Andrzej Giżyński · Mateusz Nowicki     | Włochy · Alessandro Conforto · Paolo Masala · Carlo Masulo              | Szwecja · Per-Olov Danielsson · Häkan Norebrink · Magnus Rylander       |
| 1993 Darmstadt     | Węgry · Attila Kálnoki Kis · László Fábián · Attila Mizsér        | Francja · Frédéric Clerq · Oliver Clergeau · Sébastien Deleigne         | Włochy · Alessandro Conforto · Roberto Bomprezzi · Cesare Toraldo       |
| 1994 Sheffield     | Węgry · Attila Kálnoki Kis · László Fábián · János Martinek       | Polska · Dariusz Mejsner · Maciej Czyżowicz · Andrzej Stefanek          | Rosja · Dmitriy Svatkovskiy · Andrey Zhigipov · Andrey Tropin           |
| 1995 Bazylea       | Polska · Dariusz Mejsner · Maciej Czyżowicz · Igor Warabida       | Szwajcaria · Peter Steinmann · Pascal Emmenegger · Philipp Wäffler      | Meksyk · Ivan Ortega · Sergio Salazar · Alberto Félix                   |
| 1996 Rzym          | Polska · Dariusz Mejsner · Maciej Czyżowicz · Igor Warabida       | Francja · Frédéric Clerq · Christophe Ruer · Sébastien Deleigne         | Kazachstan · Aleksandr Parygin · Oleg Rebrov · Dmitriy Tyourin          |
| 1997 Sofia         | USA Scott Christie Richard Connors Wachtang Iagoraszwili          | Meksyk · Roberto Acosta · Sergio Salazar · Horacio de la Vega           | Polska · Dariusz Mejsner · Andrzej Stefanek · Igor Warabida             |
| 1998 Meksyk        | Niemcy · Jan Veder · Olivier Strangfield · Valeri Andreev         | Litwa · Andrerjus Zadneprovskis · Edvinas Krungolcas · Eugenius Seniuta | Francja · Oliver Clergeau · Frédéric Clerq · Sébastien Deleigne         |
| 1999 Budapeszt     | Węgry · Akos Hanzely · Peter Sarfalvi · Gábor Balogh              | Rosja · Edouard Zenovka · Dennys Stojkov · Rustem Sabirchusin           | USA Velizar Iliev Scott Christie Wachtang Iagoraszwili                  |
| 2000 Pesaro        | USA Velizar Iliev Chad Senior Wachtang Iagoraszwili               | Rosja · Aleksey Kubarev · Dennys Stojkov · Rustem Sabirchusin           | Węgry · Akos Kallai · Gergely Kovács · Adám Madaras                     |
| 2001 Millfield     | Węgry · Akos Kallai · Sandor Fülep · Viktor Horvath               | Szwecja · Michael Brandt · Erik Johansson · Fredrik Svensson            | Polska · Maciej Bogucki · Andrzej Stefanek · Marcin Horbacz             |
| 2002 San Francisco | Niemcy · Eric Walther · Sebastian Dietz · Carsten Niederberger    | Litwa · Andrerjus Zadneprovskis · Edvinas Krungolcas · Tadas Zemaitis   | Polska · Maciej Bogucki · Andrzej Stefanek · Marcin Horbacz             |
| 2003 Pesaro        | Węgry · Akos Kallai · Gábor Balogh · Viktor Horvath               | Rosja · Dmitrij Gałkin · Aleksiej Sawikow · Rustem Sabirchuzin          | Białoruś · Aleksander Bysow · Dmitrij Meliach · Michaił Prokopienko     |
| 2004 Moskwa        | Rosja · Dmitrij Gałkin · Andriej Moisiejew · Aleksiej Turkin      | USA Scott Christie Chad Senior Wachtang Iagoraszwili                    | Korea Południowa · Han Do-ryung · Lee Choon-huan · Kim In-hong          |
| 2005 Warszawa      | Węgry · Akos Kallai · Sandor Fuelep · Viktor Horvath              | Rosja · Aleksiej Turkin · Paweł Sazonow · Rustem Sabirchuzin            | Czechy · Libor Capalini · Michal Michalík · David Svoboda               |
| 2006 Gwatemala     | Węgry · Viktor Horváth · Akos Kallai · Sandor Fuelep              | Białoruś · Dmitrij Meliach · Michaił Prokopienko · Igor Lapo            | Chiny · Qian Zhenhua · Cao Zhongrong · Liu Yanli                        |
| 2007 Berlin        | Niemcy · Eric Walther · Sebastian Dietz · Steffen Gebhardt        | Chiny · Qian Zhenhua · Cao Zhongrong · Xu Yunqi                         | Czechy · Ondřej Polívka · Michal Michalík · David Svoboda               |
| 2008 Budapeszt     | Białoruś · Michaił Prokopienko · Jahor Lapo · Dymitrij Meliach    | Litwa · Edvinas Krungolcas · Justinas Kinderis · Andrejus Zadneprovskis | Węgry · Adam Marosi · Róbert Kasza · Peter Tibolya                      |
| 2009 Londyn        | Czechy · David Svoboda · Ondřej Polívka                           | Rosja · Semen Burtsew · Sergiej Karjakin                                | Egipt · Amro El Geziry · Omar El Geziry                                 |
| 2010 Chengdu       | Białoruś · Michaił Prokopienko · Michaił Micyk · Dymitrij Meliach | Korea Południowa · Jung Hwong-ho · Nam Dong-hun · Kim Seong-jin         | Rosja · Ilja Frołow · Andriej Moisiejew · Aleksandr Lesun               |
| 2011 Moskwa        | Węgry · Adam Marosi · Róbert Kasza · Peter Tibolya                | Korea Południowa · Lee Chon-huan · Hong Jin-woo · Hwang Woo-jin         | Ukraina · Pawło Kirpulianski · Pawło Timoszczenko · Aleksander Mordasow |
| 2012 Rzym          | Korea Południowa · Jung Jin-hwa · Hong Jin-woo · Hwang Woo-jin    | Niemcy · Delf Borrmann · Alexander Nobis · Stefan Kollner               | Rosja · Ilja Szugarow · Maksim Kustow · Aleksander Sawkin               |
| 2013 Kaohsiung     | Węgry · Adam Marosi · Róbert Kasza · Bence Demeter                | Chiny · Guo Jianli · Cao Zhongrong · Chen Fulao                         | Rosja · Aleksandr Lesun · Ilja Frołow · Dmitri Łukasz                   |
| 2014 Warszawa      | Francja · Valentin Belaud · Valentin Prades                       | Białoruś · Stanisłau Żurauliou · Raman Pinczuk                          | Korea Południowa · Lee Woo-jin · Hwang Woo-jin                          |
| 2015 Berlin        | Niemcy · Marvin Faly Dogue · Alexander Nobis                      | Rosja · Aleksander Kukarin · Kirił Beliakow                             | Polska · Szymon Staśkiewicz · Jarosław Świderski                        |
| 2016 Moskwa        | Korea Południowa · Hwang Woo-jin · Jun Woong-tae                  | Rosja · Ilia Frołow · Oleg Naumow                                       | Francja · Alexander Henrard · Pierre Dejardin                           |
| 2017 Kair          | Korea Południowa · Hwang Woo-jin · Jun Woong-tae                  | Niemcy · Christian Zillekens · Alexander Nobis                          | Białoruś · Ilia Palazkow · Paweł Cichanau                               |
| 2018 Meksyk        | Francja · Alexandre Henrard · Valentin Belaud                     | Czechy · Jan Kuf · Martin Vlach                                         | Bułgaria · Todor Mihalew · Jawor Peszlejewski                           |
| 2019 Budapeszt     |                                                                   |                                                                         |                                                                         |

## Kobiety

### indywidualnie
| Rok i miejsce        | Zwyciężczyni           | 2. miejsce           | 3. miejsce             |
| -------------------- | ---------------------- | -------------------- | ---------------------- |
| 1981 Londyn          | Anne Ahlgren           | Sabine Krapf         | Wendy Norman           |
| 1982 Compiègne       | Wendy Norman           | Sarah Parker         | Kathy Tayler           |
| 1983 Göteborg        | Lynn Chernobrywy       | Anne Ahlgren         | Sarah Parker           |
| 1984 Kopenhaga       | Swietłana Jakowlewa    | Pernille Svarre      | Sabine Krapf           |
| 1985 Montreal        | Barbara Kotowska       | Irina Kisielowa      | Anna Bajan             |
| 1986 Montecatini     | Irina Kisielowa        | Sophie Moressée      | Sabine Krapf           |
| 1987 Bensheim        | Irina Kisielowa        | Barbara Kotowska     | Sabine Krapf           |
| 1988 Warszawa        | Dorota Idzi            | Irina Kisielowa      | Caroline Delemer       |
| 1989 Wiener Neustadt | Lori Norwood           | Irene Kovács         | Caroline Delemer       |
| 1990 Linköping       | Eva Fjellerup          | Lori Norwood         | Dorota Idzi            |
| 1991 Sydney          | Eva Fjellerup          | Caroline Delemer     | Christina Minelli      |
| 1992 Budapeszt       | Iwona Kowalewska       | Jana Dołgaczewa      | Dorota Idzi            |
| 1993 Darmstadt       | Eva Fjellerup          | Iwona Kowalewska     | Dorota Idzi            |
| 1994 Sheffield       | Eva Fjellerup          | Jana Szubienok       | Emese Köblõ            |
| 1995 Bazylea         | Kerstin Danielsson     | Jana Szubienok       | Dorota Idzi            |
| 1996 Siena           | Jana Szubienok         | Dorota Idzi          | Jelizaweta Suworowa    |
| 1997 Moskwa          | Jelizaweta Suworowa    | Fabiana Fares        | Lucie Grolichová       |
| 1998 Meksyk          | Anna Sulima            | Zsuzsanna Vörös      | Paulina Boenisz        |
| 1999 Budapeszt       | Zsuzsanna Vörös        | Jelizaweta Suworowa  | Kim Raisner            |
| 2000 Pesaro          | Pernille Svarre        | Paulina Boenisz      | Jeļena Rubļevska       |
| 2001 Millfield       | Stephanie Cook         | Paulina Boenisz      | Georgina Harland       |
| 2002 San Francisco   | Bea Simóka             | Zsuzsanna Vörös      | Georgina Harland       |
| 2003 Pesaro          | Zsuzsanna Vörös        | Olesia Wieliczko     | Kate Allenby           |
| 2004 Moskwa          | Zsuzsanna Vörös        | Kate Allenby         | Tacciana Mazurkiewicz  |
| 2005 Warszawa        | Claudia Corsini        | Zsuzsanna Vörös      | Jeļena Rubļevska       |
| 2006 Gwatemala       | Marta Dziadura         | Wiktorija Tereszczuk | Omnia Fakhry           |
| 2007 Berlin          | Amelie Caze            | Lena Schöneborn      | Laura Asadauskaitė     |
| 2008 Budapeszt       | Amelie Caze            | Aya Medany           | Katie Livingston       |
| 2009 Londyn          | Chen Qian              | Laura Asadauskaitė   | Lena Schöneborn        |
| 2010 Chengdu         | Amelie Caze            | Donata Rimsaite      | Lena Schöneborn        |
| 2011 Moskwa          | Wiktorija Tereszczuk   | Sarolta Kovács       | Laura Asadauskaitė     |
| 2012 Rzym            | Mhairi Spence          | Chen Qian            | Samantha Murray        |
| 2013 Kaohsiung       | Laura Asadauskaitė     | Yane Marques         | Donata Rimsaite        |
| 2014 Warszawa        | Samantha Murray        | Chen Qian            | Liang Wanxia           |
| 2015 Berlin          | Lena Schöneborn        | Chen Qian            | Yane Marques           |
| 2016 Moskwa          | Sarolta Kovács         | Elodie Clouvel       | Lena Schöneborn        |
| 2017 Kair            | Gulnaz Gubajdullina    | Zsófia Földházi      | Anastasija Prokopienko |
| 2018 Meksyk          | Anastasija Prokopienko | Annika Schleu        | Marie Oteiza           |
| 2019 Budapeszt       |                        |                      |                        |

### drużynowo
| Rok i miejsce        | Zwyciężczynie                                                              | 2. miejsce                                                                 | 3. miejsce                                                                 |
| -------------------- | -------------------------------------------------------------------------- | -------------------------------------------------------------------------- | -------------------------------------------------------------------------- |
| 1981 Londyn          | Wielka Brytania · Wendy Norman · Sarah Parker · Kathy Tayler               | USA Allison Ried Joy Hansen Lean Skomski                                   | Szwecja · Anne Ahlgren · Agneta Lekander · Isabelle Lamprecht              |
| 1982 Compiègne       | Wielka Brytania · Wendy Norman · Sarah Parker · Kathy Tayler               | RFN Martina Gödicke Ute Schiffmann Sabine Krapf                            | Szwecja · Anne Ahlgren · Agneta Lekander · Marianne Sigmond                |
| 1983 Göteborg        | Wielka Brytania · Teresa Purton · Sarah Parker · Victoria Sowarby          | RFN Berit Walz Barbara Korsa Sabine Krapf                                  | Szwecja · Anne Ahlgren · Maria Larsson · Marianne Sigmond                  |
| 1984 Kopenhaga       | ZSRR · Swietłana Jakowlewa · Jelena Gorodkowa · Tatiana Czerniecka         | Polska · Barbara Kotowska · Anna Bajan · Magdalena Jedlewska               | RFN Tanja Meyer Kathrin Kröning Sabine Krapf                               |
| 1985 Montreal        | Polska · Barbara Kotowska · Anna Bajan · Dorota Nowak                      | ZSRR · Swietłana Jakowlewa · Irina Kisielewa · Tatiana Czerniecka          | Szwecja · Anne Sundell-Ahlgren · Maria Larsson · Elisabeth Johansson       |
| 1986 Montecatini     | Francja · Sophie Moressée · Caroline Delemer · Nathalie Hugenschmitt       | RFN Tanja Meyer Kathrin Kröning Sabine Krapf                               | Włochy · Fabrizia Alessandrini · Barbara Boccolari · Laura Romagnoli       |
| 1987 Warendorf       | ZSRR · Janna Gorlenko · Irina Kisielewa · Inna Czuchawcowa                 | RFN Tanja Meyer Kathrin Kröning Sabine Krapf                               | Polska · Barbara Kotowska · Iwona Dąbrowska · Dorota Nowak                 |
| 1988 Warszawa        | Polska · Anna Sulima · Iwona Kowalewska · Dorota Idzi                      | Włochy · Fabrizia Alessandrini · Barbara Boccolari · Emanuella Gabella     | Francja · Sophie Moressée · Caroline Delemer · Nathalie Hugenschmitt       |
| 1989 Wiener Neustadt | Polska · Anna Sulima · Iwona Kowalewska · Dorota Idzi                      | USA Lori Norwood Kim Arata Teresa Lewis                                    | Włochy · Fabrizia Alessandrini · Barbara Boccolari · Frederica Foghetti    |
| 1990 Linköping       | Polska · Anna Sulima · Iwona Kowalewska · Dorota Idzi                      | ZSRR · Swietłana Jakowlewa · Irina Kisielewa · Tatiana Czerniecka          | RFN Kim Raisner Kathrin Kröning Sabine Krapf                               |
| 1991 Sydney          | Polska · Anna Sulima · Iwona Kowalewska · Dorota Idzi                      | Włochy · Cristina Minelli · Barbara Boccolari · Emanuela Gabella           | Francja · Sophie Moressée · Caroline Delemer · Nathalie Hugenschmitt       |
| 1992 Budapeszt       | Polska · Anna Sulima · Iwona Kowalewska · Dorota Idzi                      | Węgry · Irén Kovács · Mónika Pécsi · Andrea Tulok                          | Niemcy · Gabi Ginser · Steffi Eichel · Sabine Krapf                        |
| 1994 Sheffield       | Włochy · Federica Foghetti · Barbara Boccolari · Emanuela Gabella          | Polska · Anna Sulima · Iwona Kowalewska · Dorota Idzi                      | Węgry · Irén Kovács · Emese Köblö · Eszter Hortobágyi                      |
| 1995 Bazylea         | Polska · Anna Sulima · Iwona Kowalewska · Dorota Idzi                      | Węgry · Csilla Fueri · Emese Köblö · Eszter Hortobágyi                     | Dania · Pernille Svarre · Nina Andersen · Eva Fjellerup                    |
| 1996 Siena           | Rosja · Jelizawieta Suworowa · Jelena Felina · Olga Muchortowa             | Niemcy · Kim Raisner · Barbara Oltarjow · Tanja Meyer-Efland               | Polska · Anna Sulima · Iwona Kowalewska · Dorota Idzi                      |
| 1997 Moskwa          | Włochy · Fabiana Fares · Federica Foghetti · Emanuela Gabella              | Rosja · Jelizawieta Suworowa · Tatiana Muratowa · Olga Muchortowa          | Czechy · Lucie Grolichová · Alexandra Kalinovská · Olga Vozelniková        |
| 1998 Meksyk          | Polska · Anna Sulima · Paulina Boenisz · Dorota Idzi                       | Wielka Brytania · Kate Allenby · Sian Lewis · Stephanie Cook               | Węgry · Bea Simóka · Zsuzsanna Vörös · Katalin Partics                     |
| 1999 Budapeszt       | Rosja · Jelizawieta Suworowa · Tatiana Muratowa · Marina Kołonina          | Wielka Brytania · Kate Allenby · Sian Lewis · Stephanie Cook               | Włochy · Fabiana Fares · Federica Foghetti · Claudia Cerutti               |
| 2000 Pesaro          | Polska · Anna Sulima · Paulina Boenisz · Dorota Idzi                       | Wielka Brytania · Kate Allenby · Georgina Harland · Stephanie Cook         | Włochy · Fabiana Fares · Emanuela Gabella · Claudia Cerutti                |
| 2001 Millfield       | Wielka Brytania · Kate Allenby · Sian Lewis · Stephanie Cook               | Polska · Edyta Małoszyc · Paulina Boenisz · Katarzyna Baran                | Rosja · Jewdokia Greczysznikowa · Tatiana Muratowa · Olesia Weliczko       |
| 2002 San Francisco   | Węgry · Bea Simóka · Zsuzsanna Vörös · Csilla Fueri                        | Włochy · Claudia Corsini · Federica Foghetti · Claudia Cerutti             | Rosja · Jewdokia Greczysznikowa · Tatiana Muratowa · Marina Kołonina       |
| 2003 Pesaro          | Wielka Brytania · Kate Allenby · Sian Lewis · Georgina Harland             | Rosja · Olesia Weliczko · Tatiana Muratowa · Marina Kołonina               | Węgry · Bea Simóka · Zsuzsanna Vörös · Csilla Fueri                        |
| 2004 Moskwa          | Wielka Brytania · Kate Allenby · Joanna Clark · Georgina Harland           | Białoruś · Galina Bachłakowa · Anastasja Samusewicz · Tatiana Mazurkiewicz | Rosja · Olesia Weliczko · Tatiana Muratowa · Marina Kołonina               |
| 2005 Warszawa        | Rosja · Ludmiła Sirotkina · Tatiana Muratowa · Jewdokia Greczysznikowa     | Węgry · Zsuzsanna Vörös · Adrienn Szatmari · Csilla Fueri                  | Polska · Edyta Małoszyc · Sylwia Czwojdzińska · Paulina Boenisz            |
| 2006 Gwatemala       | Polska · Marta Dziadura · Sylwia Czwojdzińska · Paulina Boenisz            | Wielka Brytania · Georgina Harland · Mhairi Spence · Katie Livingston      | Węgry · Zsuzsanna Vörös · Vivien Mathe · Csilla Fueri                      |
| 2007 Berlin          | Białoruś · Hanna Archipienka · Anastazja Samusewicz · Tatiana Mazurkiewicz | Niemcy · Lena Schöneborn · Janine Kohlmann · Eva Trautmann                 | Rosja · Ludmiła Sirotkina · Tatiana Muratowa · Jewdokia Greczicznikowa     |
| 2008 Budapeszt       | Polska · Marta Dziadura · Sylwia Czwojdzińska · Paulina Boenisz            | Wielka Brytania · Georgina Harland · Mhairi Spence · Heather Fell          | Węgry · Zsuzsanna Vörös · Vivien Mathe · Adrienn Toth                      |
| 2009 Londyn          | Niemcy · Lena Schöneborn · Eva Trautmann · Claudia Knack                   | Wielka Brytania · Freyja Prentice · Mhairi Spence · Heather Fell           | Węgry · Sarolta Kovács · Krisztina Cseh · Leila Gyenesei                   |
| 2010 Chengdu         | Francja · Amelie Caze · Elfie Arnaud · Anais Eudes                         | Wielka Brytania · Freyja Prentice · Samantha Murray · Heather Fell         | Niemcy · Lena Schöneborn · Eva Trautmann · Annika Schleu                   |
| 2011 Moskwa          | Niemcy · Lena Schöneborn · Eva Trautmann · Annika Schleu                   | Węgry · Sarolta Kovács · Adrienn Toth · Leila Gyenesei                     | Rosja · Julija Kolegowa · Jekatierina Churaskina · Jewdokia Greczicznikowa |
| 2012 Rzym            | Wielka Brytania · Mhairi Spence · Samantha Murray · Heather Fell           | Węgry · Sarolta Kovács · Adrienn Toth · Leila Gyenesei                     | Chiny · Miao Yihua · Zhang Ye · Chen Qian                                  |
| 2013 Kaohsiung       | Wielka Brytania · Mhairi Spence · Samantha Murray · Kate French            | Chiny · Liang Wanxia · Zhang Xiaonan · Chen Qian                           | Ukraina · Wiktorija Tereszczuk · Żanna Buriak · Anastazija Spas            |
| 2014 Warszawa        | Chiny · Chen Qian · Liang Wanxia · Wang Wei                                | Wielka Brytania · Samantha Murray · Freyja Prentice · Kate French          | Białoruś · Tatsiana Jelizarowa · Anastasija Prokopienko · Katsiaryna Arol  |
| 2015 Berlin          | Polska · Anna Maliszewska · Aleksandra Skarzyńska · Oktawia Nowacka        | Niemcy · Lena Schöneborn · Annika Schleu · Janine Kohlamnn                 | Węgry · Sarolta Kovács · Zsófia Földházi · Tamara Alekszejev               |
| 2016 Moskwa          | Węgry · Sarolta Kovács · Zsófia Földházi · Tamara Alekszejev               | Chiny · Zhang Xiaonan · Liang Wanxia · Chen Qian                           | Niemcy · Lena Schöneborn · Annika Schleu · Janine Kohlamnn                 |
| 2017 Kair            | Węgry · Sarolta Kovács · Zsófia Földházi · Tamara Alekszejev               | Rosja · Gulnaz Gubajdullina · Anna Buriak · Uliana Bataszowa               | Niemcy · Lena Schöneborn · Annika Schleu · Alexandra Bettinelli            |
| 2018 Meksyk          | Węgry · Sarolta Kovács · Zsófia Földházi · Tamara Alekszejev               | Francja · Marie Oteiza · Julie Belhamri · Elodie Clouvel                   | Niemcy · Janine Kohlmann · Annika Schleu · Anna Matthes                    |
| 2019 Budapeszt       |                                                                            |                                                                            |                                                                            |

### sztafety
| Rok i miejsce      | Zwyciężczynie                                                                | 2. miejsce                                                                | 3. miejsce                                                          |
| ------------------ | ---------------------------------------------------------------------------- | ------------------------------------------------------------------------- | ------------------------------------------------------------------- |
| 1991 Sydney        | Polska · Dorota Idzi · Iwona Kowalewska · Anna Sulima                        | Włochy · Cristina Minelli · Barbara Boccolari · Emanuela Gabella          | Szwecja · Anna Sundell · Agneta Flygare · Kerstin Danielsson        |
| 1992 Budapeszt     | Polska · Dorota Idzi · Iwona Kowalewska · Edyta Małoszyc                     | Francja · Caroline Delemer · Sophie Moressée · Gwënael Moalic             | Węgry · Irén Kovács · Mónika Pécsi · Andrea Tulok                   |
| 1993 Darmstadt     | Rosja · Tatyana Chernetskaya · Elisaveta Suvorova · Irina Krasnova           | Włochy · Cristina Minelli · Barbara Boccolari · Emanuela Gabella          | Węgry · Irén Kovács · Mónika Pécsi · Andrea Tulok                   |
| 1994 Sheffield     | Polska · Dorota Idzi · Iwona Kowalewska · Anna Sulima                        | Węgry · Eszter Hortobágyi · Emese Köblö · Bea Simóka                      | Dania · Eva Fjellerup · Pernille Svarre · Nina Andersen             |
| 1995 Bazylea       | Polska · Dorota Idzi · Iwona Kowalewska · Edyta Małoszyc                     | Włochy · Fabiana Fares · Barbara Boccolari · Emanuela Gabella             | Dania · Eva Fjellerup · Pernille Svarre · Nina Andersen             |
| 1996 Siena         | Polska · Dorota Idzi · Iwona Kowalewska · Edyta Małoszyc                     | Włochy · Fabiana Fares · Federica Foghetti · Emanuela Gabella             | Niemcy · Tanja Meyer-Efland · Barbara Oltarjow · Kim Raisner        |
| 1997 Moskwa        | Włochy · Antionetta Giongo · Federica Foghetti · Emanuela Gabella            | Polska · Paulina Boenisz · Anna Sulima · Edyta Małoszyc                   | Wielka Brytania · Julia Allen · Kate Allenby · Kate Houston         |
| 1998 Meksyk        | Polska · Iwona Kowalewska · Anna Sulima · Dorota Idzi                        | Niemcy · Tanja Meyer-Efland · Elena Reiche · Kim Raisner                  | Wielka Brytania · Julia Allen · Kate Allenby · Stephanie Cook       |
| 1999 Budapeszt     | Wielka Brytania · Georgina Harland · Sian Lewis · Stephanie Cook             | Włochy · Fabiana Fares · Federica Foghetti · Emanuela Gabella             | Białoruś · Galina Bachlakova · Yana Shubenok · Anna Vnukova         |
| 2000 Pesaro        | Węgry · Vivien Mathe · Zsuzsanna Vörös · Bea Simóka                          | Wielka Brytania · Gwen Kinsey · Sian Lewis · Stephanie Cook               | Białoruś · Galina Bachlakova · Yana Shubenok · Anna Vnukova         |
| 2001 Millfield     | Wielka Brytania · Kate Allenby · Georgina Harland · Stephanie Cook           | Rosja · Tatyana Muratova · Yelisaveta Suvorova · Viktoriya Saborova       | Czechy · Lucie Grolichová · Alexandra Kalinovská · Olga Vosenilková |
| 2002 San Francisco | Czechy · Lucie Grolichová · Alexandra Kalinovská · Olga Vosenilková          | Włochy · Claudia Cerutti · Claudia Corsini · Sara Bertoli                 | Węgry · Vivien Mathe · Zsuzsanna Vörös · Bea Simóka                 |
| 2003 Pesaro        | Węgry · Csilla Fueri · Zsuzsanna Vörös · Bea Simóka                          | Rosja · Marina Kolonina · Olessiya Velichko · Viktoriya Saborova          | Czechy · Lucie Grolichová · Alexandra Kalinovská · Olga Vosenilková |
| 2004 Moskwa        | Polska · Marta Dziadura · Magdalena Sędziak · Paulina Boenisz                | Białoruś · Tatyana Mazurkevich · Hanna Arkhipenka · Anastasiya Samusevich | Francja · Amélie Caze · Axelle Guiguet · Blandine Lacheze           |
| 2005 Warszawa      | Niemcy · Kim Raisner · Lena Schöneborn · Elena Reiche                        | Rosja · Ludmiła Sirotkina · Tatiana Muratowa · Olesia Wieliczko           | Włochy · Claudia Corsini · Sara Bertoli · Alessia Pieretti          |
| 2006 Gwatemala     | Polska · Marta Dziadura · Edyta Małoszyc · Paulina Boenisz                   | Wielka Brytania · Mhairi Spence · Georgina Harland · Lindsay Weedon       | Rosja · Polina Strołczkowa · Ludmiła Sirotkina · Tatiana Muratowa   |
| 2007 Berlin        | Wielka Brytania · Mhairi Spence · Katie Livingston · Lindsay Weedon          | Polska · Marta Dziadura · Sylwia Czwojdzińska · Paulina Boenisz           | Niemcy · Eva Trautmann · Lena Schöneborn · Janine Kohlmann          |
| 2008 Budapeszt     | Węgry · Sarolta Kovacs · Adrienn Toth · Leila Gyenesei                       | Wielka Brytania · Mhairi Spence · Katie Livingston · Heather Fell         | Polska · Edyta Małoszyc · Sylwia Czwojdzińska · Paulina Boenisz     |
| 2009 Londyn        | Czechy · Lucie Grolichová · Natalie Dianová                                  | Niemcy · Eva Trautmann · Lena Schöneborn                                  | Polska · Sylwia Czwojdzińska · Paulina Boenisz                      |
| 2010 Chengdu       | Rosja · Polina Strołczkowa · Jewdokia Greczicznikowa · Jekaterina Churaskina | Francja · Elfie Arnaud · Elodie Clouvel · Amelie Caze                     | Chiny · Miao Yihua · Zhang Ye · Chen Qian                           |
| 2011 Moskwa        | Węgry · Sarolta Kovács · Adrienn Toth · Leila Gyenesei                       | Niemcy · Lena Schöneborn · Eva Trautmann · Annika Schleu                  | Ukraina · Wiktorija Tereszczuk · Żanna Buriak · Natalia Lewczenko   |
| 2012 Rzym          | Niemcy · Lena Schöneborn · Eva Trautmann · Annika Schleu                     | Chiny · Miao Yihua · Zhu Wenjing · Chen Qian                              | Wielka Brytania · Kate French · Katy Livingston · Katy Burke        |
| 2013 Kaohsiung     | Ukraina · Wiktorija Tereszczuk · Żanna Buriak · Irina Chochłowa              | Węgry · Sarolta Kovács · Zsófia Földházi · Leila Gyenesei                 | Rosja · Donata Rimsaite · Ludmiła Kukuszkina · Alise Fachrutdinowa  |
| 2014 Warszawa      | Chiny · Chen Qian · Liang Wanxia                                             | Białoruś · Katsiaryna Arol · Anastasija Prokopienko                       | Włochy · Camilla Lontano · Lavinia Bonessio                         |
| 2015 Berlin        | Chiny · Chen Qian · Liang Wanxia                                             | Litwa · Lina Batuleviciute · Ieva Serapinaite                             | Polska · Aleksandra Skarzyńska · Oktawia Nowacka                    |
| 2016 Moskwa        | Niemcy · Lena Schöneborn · Annika Schleu                                     | Wielka Brytania · Joanna Muir · Samantha Murray                           | Białoruś · Katsiaryna Arol · Iryna Prasiancowa                      |
| 2017 Kair          | Niemcy · Lena Schöneborn · Annika Schleu                                     | Egipt · Mariam Amer · Sondos Aboubakr                                     | Japonia · Rena Shimazu · Shino Yamanaka                             |
| 2018 Meksyk        | Białoruś · Anastasija Prokopienko · Iryna Prasiancowa                        | Niemcy · Ronja Steinborn · Annika Schleu                                  | Gwatemala · Sofia Cabrera · Sophia Hernández                        |
| 2019 Budapeszt     |                                                                              |                                                                           |                                                                     |

## sztafety mieszane
| Rok i miejsce  | Zwycięzcy                                            | 2. miejsce                                          | 3. miejsce                                              |
| -------------- | ---------------------------------------------------- | --------------------------------------------------- | ------------------------------------------------------- |
| 2010 Chengdu   | Polska · Sylwia Czwojdzińska · Remigiusz Golis       | Ukraina · Wiktorija Tereszczuk · Pawło Tymoszczenko | Litwa · Donata Rimsaite · Justinas Kinderis             |
| 2011 Moskwa    | Ukraina · Wiktorija Tereszczuk · Smytro Kirpulianski | Rosja · Jewdokia Greczycznikowa · Siergiej Kariakin | Litwa · Laura Asadauskaitė · Justinas Kinderis          |
| 2012 Rzym      | Ukraina · Żanna Buriak · Ołeksandr Mordasow          | Rosja · Swietłana Lebiediewa · Maksim Kuzniecow     | Chiny · Zhang Ye · Cao Zhonrong                         |
| 2013 Kaohsiung | Francja · Elodie Cloudel · Valentin Belaud           | Łotwa · Elena Rublevska · Denis Cerkovskis          | Ukraina · Iryna Chochłowa · Pawlo Tymoszczenko          |
| 2014 Warszawa  | Litwa · Laura Asadauskaite · Justinas Kinderis       | Wielka Brytania · Joseph Evans · Kate French        | Polska · Oktawia Nowacka · Szymon Staśkiewicz           |
| 2015 Berlin    | Czechy · Natalie Dianová · Jan Kuf                   | Rosja · Anna Buriak · Maksim Kustow                 | Stany Zjednoczone · Margaux Isaksen · Nathan Schrimsher |
| 2016 Moskwa    | Rosja · Donata Rimsaite · Alekander Lesun            | Chiny · Zhang Xiaonan · Han Jiahao                  | Białoruś · Anastasija Prokopienko · Ilia Palazkow       |
| 2017 Kair      | Niemcy · Ronja Steinborn · Alexander Nobis           | Egipt · Haydy Morsy · Eslam Hamad                   | Francja · Julie Belhamri · Valentin Belaud              |
| 2018 Meksyk    | Niemcy · Rebecca Langrehr · Fabian Liebig            | Węgry · Michelle Gulyás · Gergő Bruckmann           | Francja · Emma Riff · Alexandre Henrard                 |
| 2019 Budapeszt |                                                      |                                                     |                                                         |